# Bauerbach- und Kraichbachtal
Das Gebiet Bauerbach- und Kraichbachtal ist ein vom Landratsamt Karlsruhe durch Verordnung vom 5. Juni 1991 ausgewiesenes Landschaftsschutzgebiet auf dem Gebiet der Gemeinden Bretten und Oberderdingen im Landkreis Karlsruhe. 

## Lage und Beschreibung
Das 1,4 km² große Landschaftsschutzgebiet liegt in den Tälern des Bauerbachs, des Götzengrunds und des Kraichbachs zwischen Bauerbach, Flehingen und Gochsheim. Naturräumlich gehört es zum Kraichgau.
Es umfasst eine für das Kraichgau typische kleinstrukturierte Kulturlandschaft mit Äckern, Wiesen, Weiden mit Feldgehölzen, Feldhecken und Streuobstbeständen. Die Bäche sind durch Galerieauwald begleitet. 
Es grenzt im Nordwesten an das Landschaftsschutzgebiet Kraichgau und im Südwesten an das Landschaftsschutzgebiet Kalkofen.

## Schutzzweck
Wesentlicher Schutzzweck des Landschaftsschutzgebietes ist laut Schutzgebietsverordnung „die Erhaltung 
1. der Auen des Bauer- und Kraichbaches als Grundwasseranreicherungsgebiet mit deren Wiesen (Feucht- und Fettwiesen) und der möglichen Rückwandlung der Äcker in der Aue in Wiesen im Hinblick auf die Sicherung der Leistungsfähigkeit des Naturhaushaltes, speziell des Wasserhaushaltes,
2. der vorhandenen Ufergehölze des Bauer- und Kraichbaches und deren Entwicklung zum standortgerechten Bach-Erlen-Eschenwald,
3. der durch Stufenraine gegliederten Landschaft samt ihren vor allem aus Hecken bestehenden Bewuchses als biologische Zellen und Refugien der für die Ausgewogenheit des Naturhaushaltes bedeutsamen Tierwelt nebst der Ergänzung der Hecken auf den gehölzlosen Böschungsabschnitten,
4. der mit Hochstämmen bewachsenen Streuobstwiesen.“[1]